# Michel Barrette
Pour les articles homonymes, voir Barrette.
Michel Barrette, né le 26 avril 1957 à Chicoutimi, est un humoriste, acteur, animateur de télévision et animateur de radio québécois.

## Biographie
Michel Barrette est né à Chicoutimi et a vécu à Alma. En 2022, il est revenu au cinéma dans Les 12 travaux d'Imelda de Martin Villeneuve, aux côtés de Robert Lepage et Ginette Reno.
Le 12 septembre 2013, il parlemente avec un jeune homme, David, qui menaçait de se suicider en sautant du pont Jacques-Cartier et le convainc de ne pas passer à l'acte.

## Carrière
Alors qu’il y a quelques années, il avait mentionné la retraite, Michel Barette se relance en janvier 2025 avec une deuxième série de spectacles de la tournée Un mot, une histoire.

### Au cinéma
- 1982 : L'Empereur du Pérou : Polly
- 1990 : Angel Square : Frank
- 1991 : Montréal vu par…
- 1992 : Coyote : Clem
- 1992 : La Postière : Timothée
- 1997 : Les Boys : Roger
- 2002 : L'Odyssée d'Alice Tremblay : le fou
- 2003 : Père et Fils : loueur de voitures
- 2004 : Comment conquérir l'Amérique .
- 2004 : Ma vie en cinémascope : Paul Robitaille.
- 2005 : Aurore : Gagnon.
- 2005 : Maurice Richard : Père Norchet .
- 2009 : Je me souviens : Maurice Duplessis .
- 2010 : Le Poil de la bête de Philippe Gagnon : Aurélien.
- 2010 : À l'origine d'un cri : le père.
- 2011 : Le Bonheur des autres de Jean-Philippe Pearson : Jean-Pierre.
- 2022 : Les 12 travaux d'Imelda de Martin Villeneuve : André Villeneuve.

### À la télévision
- 1987-1988: Casse-tête, co-animateur
- 1990, 1996 : Bye Bye
- 1992-1996 : Scoop (série télévisée) : Serge Vandal
- 1994 : Les Grands Procès : Élie Chapdelaine
- 1995 : La Petite Vie : Ben dans l'épisode « Le kick de Moman »
- 1995-1998 : 10-07: L'affaire Zeus (série télévisée) : Delvecchio
- 1997 : Paparazzi (série télévisée) : Mamouth
- 1997 : La Croisière en folie, animateur
- 1998-1999 - Planète en folie (jeu télévisé), animateur
- 1999-2000 - Prenez le volant, co-animateur
- 1998-2006 : KM/H (série télévisée) : Denis Charest
- 2004: Destins (documentaire)
- 2006 : Un homme mort (série télévisée) : Paul Devault
- 2007-2015 : Pour le plaisir (émission de variétés) : coanimateur
- 2008-2012 : Le Gentleman (série télévisée) : Richard Beauvais
- 2009-2011 : Rock et Rolland (série télévisée) : Rock Roy
- 2011: Les Boys, la série 5, (série télévisée), Roger
- 2013-2014: Équipé pour rouler, Co-animateur
- 2015- 2017 : L’Amérique De Michel Barrette (série télévisée), Animateur
- 2016-2018 : Les Simone (série télévisée) : Richard Lapierre
- 20132019: Viens-tu faire un tour? (émission de variétés), Animateur

### Radio
- FRANCOEUR SHOW, CHRONIQUEUR, CKOI 96.9 FM, 1991
- C’T’ENCORE DRÔLE, CO-animation, CKMF  94.3 fm / ÉMISSION DU MATIN, 1999-2000
- MONTRÉAL BARRETTE, ANIMATION, ckoi 96.9 fm/ émission du midi, 2003
- DRAINVILLE PM, CHRONIQUEUR, 98.5 FM, 2019